# Недим Тутич
Недим Тутич е бивш босненски футболист.

## Клубна кариера
Той играе за тимовете на Лирия и Слобода Ужице във Втора Югославска лига, преминава през тимовете на Сараево и Рад, с които играе в Първа Югославска лига. Има кратък период в турския Зейтинбурнуспор.